# Nesoctites
Nesoctites is een geslacht van vogels uit de familie spechten (Picidae).

## Soorten
Het geslacht kent de volgende soort:
- Nesoctites micromegas – West-Indische dwergspecht